# トーマス・ハイド
トーマス・ハイド（Thomas Hyde、1636年6月29日 - 1703年2月18日）は、イギリスの東洋学者。ゾロアスターの思想を西洋ではじめて学術的に研究したことでとくに知られる。

## 経歴
ハイドはイングランド国教会の教区牧師の子としてシュロップシャーのビリングズリーで生まれた。はじめ父に東洋諸言語を学んだ。16歳でケンブリッジ大学キングス・カレッジに入学して、そこでも東洋諸語を学び、とくにペルシア語に長じていた。ハイドはブライアン・ウォルトン(英語)による多言語聖書（1657年刊）のうち、ペルシア語・アラビア語・シリア語の校訂を行った。
1658年にオックスフォード大学クイーンズ・カレッジでヘブライ語の講師(Reader)の職についた。1659年には修士の学位を得た。同年ボドリアン図書館員となり、1665年には館長に選ばれた。翌年から聖職につき、1682年に名誉神学博士(D.D.)を贈られた。
1691年にはオックスフォード大学のアラビア語教授に就任し、1697年にはヘブライ語教授を兼ねた。没するまでその職にあった。ハイドはチャールズ2世、ジェームズ2世、ウィリアム3世の3代にわたって宮廷の東洋語の通訳官をつとめた。ハイドは中国人キリスト教徒の沈福宗に会って中国に関する知識を得た。銭鍾書によればハイドはおそらく中国語の知識をもった最初のイギリス人であった。
1701年にボドリアン図書館の仕事から退き、2年後にオックスフォード大学内の自室で没した。

## 主な業績
1677年にマレー語版福音書の出版事業の監修を行った。

### ゾロアスター
ハイドは1700年に古代ペルシアの宗教に関する書物を公刊し、それまでギリシア・ラテンの歴史家の記述でしか知られていなかったゾロアスターに関する知識を修正しようとした。
- Historia religionis veterum Persarum eorumque magorum. Oxford. (1700) 第2版(1760)

ハイドの時代にはまだアヴェスター語やパフラヴィー語の知識はなく、主な資料としたのはペルシア語で書かれたサド・ダル（صد در、百章）と呼ばれる書物だった。この書物は当時のパールシーの間で尊重されていたが、その内容はゾロアスター本人の考えが反映されているアヴェスターのガーサーとはかけ離れていた。
ハイドによれば、宗教改革者であるゾロアスターは旧約聖書を知っており、真のアブラハムの宗教をペルシアにもたらした。火を拝んだり、オフルマズドとともに悪のアフリマンを永遠と考えたりするのは、後世のサバ人やマニ教による影響のためや、多神教徒であるギリシア人やローマ人の歴史家が歪めて記述したためであって、本来のゾロアスターの思想ではなかったと考えた。
ハイドはこの書物で善と悪をともに永遠の存在とするマニ教徒を二元論者(dualistae)と呼んだ。これは「二元論」という言葉の初出であるという。

### ゲームの歴史
ハイドはゲームの歴史に関する書物を出版した。その第1部はラテン語で書かれたチェスの歴史と、チェスに関して記されたアブラハム・イブン・エズラらによるヘブライ語の文献3篇に関する書物の2巻から構成される。第2部はチェス以外の盤上遊戯を扱っている（後述の著作集にも収録されている）。
- Mandragorias, seu Historia Shahiludii. De Ludis Orientalium Libri primi pars prima, quae est Latina; pars 2da, quae est Hebraica. Oxford. (1694)（東洋のゲームについて 第1部、マンドラゴリアスあるいはチェスの歴史）
- Historia Nerdiludii, hoc est dicere, Trunculorum. De Ludis Orientalibus Lib. 2dus. Oxford. (1694)（東洋のゲームについて 第2部、ナルドすなわち木片ゲームの歴史）

ハイドは西洋におけるチェス史の研究を大幅に引きあげた。中国のシャンチーを含む東洋のチェスについて詳しく記し、またチェスがインドで発明されたという説をはじめて述べた。
ハイドはチェスの起源を東方の言語に見えるシャトランジに求め、チェスの駒がマンドラゴラ（ペルシア語でサトラング）の実に似ているためにこの名がついたと考えた(p.22ff.)。ハイドから100年ほど後にウィリアム・ジョーンズはインドのチャトランガについて記述し、シャトランジがチャトランガの借用であることが明らかになった。

### その他の著書
- Catalogus impressorum librorum Bibliothecae Bodleianae in academia Oxoniensi. Oxford. (1674)（ボドリアン図書館の図書目録）
- Bernard, Edward (1688). De mensuris et ponderibus antiquis libri tres. Oxford（度量衡に関するエドワード・バーナードの著書。ハイドは中国の度量衡について記述している）
- Tabulae longitudinum et latitudinum stellarum fixarum ex observatione principis Ulugh Beighi. Oxford. (1665) （ウルグ・ベクによるペルシア語の恒星表の本文とラテン語への翻訳）
- אגרת אורחות עולם id est itinera mundi. Oxford. (1691)（アブラハム・ファリソルによるヘブライ語の地理書のラテン語への翻訳）
- Gregory Sharpe, ed (1767). Syntagma dissertationum quas olim auctor doctissimus Thomas Hyde S.T.P. separatim edidit. 1. Oxford 第2巻（18世紀に出版された著作集。未公刊の草稿や沈福宗からの手紙などを含む）

## 影響
ヴォルテールは1764年の『哲学辞典』の「ゾロアスター」の項目を、ハイドの著作をもとにして記述した。
ゾロアスターに関するハイドの結論は1761年にフランスの聖職者・哲学者であるシモン・フーシェ(英語)の攻撃するところとなった。また、『アヴェスター』を西洋にもたらしたアンクティル・デュペロンは、ハイドがイスラム教徒による時代の新しい文献を資料として使用したことを批判した。実際のアヴェスターが知られるようになるにつれ、ハイドの考えは時代おくれになっていった。